# Upplands-Bro
Upplands-Bro è un comune svedese di 23 605 abitanti, situato nella contea di Stoccolma. Il suo capoluogo è la città di Kungsängen.

## Località
Nel territorio comunale sono comprese le seguenti aree urbane (tätort):
- Bro
- Brunna
- Håbo-Tibble kyrkby
- Kungsängen (capoluogo)
- Mariedal
- Sylta